# Награда
За остале употребе погледајте Награда (вишезначна одредница).
Награда је дар, нешто дато особи или групи људи како би се јавно промовисале и признале њихове изузетности, таленти у одређеној области. Награду могу симболизовати трофеји, сертификати, плакете, медаље, беџеви или почасне траке, али може значити и велике суме новца или бенефиције друге врсте. Служи као лични, али и социјални стимулус за инаугурацију неких вредности и подстицање пожељних активности.